# Campeonato Mundial de Piragüismo en Aguas Tranquilas de 2022
El XLVII Campeonato Mundial de Piragüismo en Aguas Tranquilas se celebró en Halifax (Canadá) entre el 3 y el 7 de agosto de 2022 bajo la organización de la Federación Internacional de Piragüismo (ICF) y la Federación Canadiense de Piragüismo.
Las competiciones se realizaron en el canal de piragüismo acondicionado en el lago Banook, al este de la ciudad canadiense.
Los piragüistas de Rusia y Bielorrusia fueron excluidos de este campeonato debido a la invasión rusa de Ucrania.

## Medallistas

### Masculino
| Evento            | Oro                                                                                      | Plata                                                                                       | Bronce                                                                               |
| ----------------- | ---------------------------------------------------------------------------------------- | ------------------------------------------------------------------------------------------- | ------------------------------------------------------------------------------------ |
| K1 200 m (07.08)  | Carlos Arévalo López · España · 36,43 s                                                  | Petter Menning · Suecia · 36,71 s                                                           | Kolos Csizmadia · Hungría · 36,82 s                                                  |
| K1 500 m (06.08)  | Josef Dostál · República Checa · 1:42,45                                                 | Jean van der Westhuyzen Australia 1:43,57                                                   | Fernando Pimenta Portugal 1:44,06                                                    |
| K2 500 m (07.08)  | Bence Nádas · Bálint Kopasz · Hungría · 1:34,98                                          | Mindaugas Maldonis · Andrejus Olijnikas · Lituania · 1:35,56                                | Jean van der Westhuyzen Thomas Green Australia 1:35,85                               |
| K4 500 m (06.08)  | Saúl Craviotto · Carlos Arévalo López · Marcus Walz · Rodrigo Germade · España · 1:20,83 | Max Rendschmidt · Tom Liebscher · Jacob Schopf · Max Lemke · Alemania · 1:21,27             | Oleh Kujaryk · Dmytro Danylenko · Ihor Trunov · Ivan Semykin · Ucrania · 1:21,38     |
| K1 1000 m (06.08) | Bálint Kopasz · Hungría · 3:38,93                                                        | Fernando Pimenta Portugal 3:38,98                                                           | Jacob Schopf · Alemania · 3:40,27                                                    |
| K2 1000 m (07.08) | Martin Hiller · Tamas Grossmann · Alemania · 3:32,47                                     | Samuele Burgo · Andrea Schera · Italia · 3:36,82                                            | Bálint Noé · Tamás Kulifai · Hungría · 3:37,77                                       |
| K1 5000 m (07.08) | Joakim Lindberg · Suecia · 21:34,26                                                      | Tamas Grossmann · Alemania · 21:51,39                                                       | Francisco Cubelos · España · 21:54,46                                                |
| C1 200 m (06.08)  | Oleksii Koliadych · Polonia · 39,25                                                      | Nico Pickert · Alemania · 39,35                                                             | Viktor Stepanov · Kazajistán · 39,44                                                 |
| C1 500 m (06.08)  | Isaquias Queiroz · Brasil · 1:54,49                                                      | Cătălin Chirilă · Rumania · 1:56,51                                                         | Martin Fuksa · República Checa · 1:56,79                                             |
| C2 500 m (06.08)  | Cayetano García · Pablo Martínez · España · 1:46,32                                      | Wiktor Głazunow · Tomasz Barniak · Polonia · 1:46,81                                        | Liu Hao Ji Bowen China 1:46,90                                                       |
| C4 500 m (07.08)  | Joan Moreno · Pablo Graña · Manuel Fontán · Adrián Sieiro · España · 1:39,42             | Aleksander Kitewski · Arsen Śliwiński · Wiktor Głazunow · Norman Zezula · Polonia · 1:39,91 | Vitali Verheles · Andri Rybachok · Yuri Vandiuk · Taras Mishchuk · Ucrania · 1:40,52 |
| C1 1000 m (07.08) | Cătălin Chirilă · Rumania · 4:14,28                                                      | Isaquias Queiroz · Brasil · 4:15,80                                                         | Martin Fuksa · República Checa · 4:16,21                                             |
| C2 1000 m (07.08) | Sebastian Brendel · Tim Hecker · Alemania · 3:54,91                                      | Liu Hao Ji Bowen China 3:55,34                                                              | Craig Spence · Bret Himmelman · Canadá · 4:06,13                                     |
| C1 5000 m (07.08) | Serghei Tarnovschi Moldavia 23:37,85                                                     | Serguey Torres Madrigal · Cuba · 23:37,94                                                   | Sebastian Brendel · Alemania · 23:55,18                                              |

### Femenino
| Evento            | Oro                                                                                 | Plata                                                                                                  | Bronce                                                                                          |
| ----------------- | ----------------------------------------------------------------------------------- | --- | ----------------------------------------------------------------------------------------------- |
| K1 200 m (07.08)  | Lisa Carrington Nueva Zelanda 41,94 s                                               | Anja Osterman Eslovenia 42,94 s                                                                        | Anna Lucz · Hungría · 43,09 s                                                                   |
| K2 200 m (06.08)  | Blanka Kiss · Anna Lucz · Hungría · 38,76                                           | Sara Ouzande · Teresa Portela Rivas · España · 38,96                                                   | Andréanne Langlois · Toshka Hrebacka · Canadá · 38,99                                           |
| K1 500 m (06.08)  | Lisa Carrington Nueva Zelanda 1:58,69                                               | Anamaria Govorčinović · Croacia · 1:59,97                                                              | Jule Hake · Alemania · 2:00,30                                                                  |
| K2 500 m (07.08)  | Karolina Naja · Anna Puławska · Polonia · 1:49,87                                   | Paulina Paszek · Jule Hake · Alemania · 1:50,28                                                        | Hermien Peters · Lize Broekx · Bélgica · 1:52,64                                                |
| K4 500 m (06.08)  | Karolina Naja · Anna Puławska · Adrianna Kąkol · Dominika Putto · Polonia · 1:30,70 | Ella Beere Alyssa Bull Alexandra Clarke Yale Steinepreis Australia 1:32,78                             | Karina Alanís · Isabel Aburto Romero · Beatriz Briones · Maricela Montemayor · México · 1:33,24 |
| K1 1000 m (07.08) | Alyssa Bull Australia 4:27,65                                                       | Eszter Rendessy · Hungría · 4:28,97                                                                    | Anamaria Govorčinović · Croacia · 4:33,62                                                       |
| K1 5000 m (07.08) | Emese Kőhalmi · Hungría · 23:56,44                                                  | Jule Hake · Alemania · 24:00,17                                                                        | Jennifer Egan-Simmons · Irlanda · Sara Mihalik · Finlandia · 24:41,51                           |
| C1 200 m (07.08)  | Nevin Harrison Estados Unidos 49,87                                                 | María Corbera Muñoz · España · 50,54                                                                   | Lin Wenjun China 50,55                                                                          |
| C2 200 m (06.08)  | Yarisleidis Duboys · Katherin Segura · Cuba · 45,09                                 | Lin Wenjun Shuai Changwen China 45,24                                                                  | Giada Bragato · Bianka Nagy · Hungría · 47,59                                                   |
| C1 500 m (07.08)  | Liudmyla Luzan · Ucrania · 2:22,34                                                  | Sophia Jensen · Canadá · 2:23,21                                                                       | María Mailliard · Chile · 2:24,43                                                               |
| C2 500 m (06.08)  | Xu Shixiao Sun Mengya China 2:01,26                                                 | Liudmyla Luzan · Anastasiya Chetverikova · Ucrania · 2:03,32                                           | Giada Bragato · Bianka Nagy · Hungría · 2:04,70                                                 |
| C4 500 m (07.08)  | Sophia Jensen · Sloan MacKenzie · Katie Vincent · Julia Osende · Canadá · 1:56,14   | Sylwia Szczerbińska · Aleksandra Jacewicz · Katarzyna Szperkiewicz · Julia Walczak · Polonia · 1:56,31 | Giada Bragato · Virág Balla · Kincső Takács · Bianka Nagy · Hungría · 1:57,39                   |
| C1 1000 m (06.08) | Liudmyla Luzan · Ucrania · 4:47,90                                                  | María Mailliard · Chile · 4:50,02                                                                      | Annika Loske · Alemania · 4:51,46                                                               |
| C1 5000 m (07.08) | Katie Vincent · Canadá · 27:50,88                                                   | Annika Loske · Alemania · 27:55,52                                                                     | María Corbera Muñoz · España · 28:02,52                                                         |

### Mixto
| Evento           | Oro                                                   | Plata                                                | Bronce                                                        |
| ---------------- | ----------------------------------------------------- | ---------------------------------------------------- | ------------------------------------------------------------- |
| K2 500 m (07.08) | Alyssa Bull Jackson Collins Australia 1:39,48         | Teresa Portela Fernando Pimenta Portugal 1:39,79     | Caroline Arft · Tobias-Pascal Schultz · Alemania · 1:39,81    |
| C2 500 m (07.08) | Katie Vincent · Connor Fitzpatrick · Canadá · 1:56,87 | Sophie Koch · Sebastian Brendel · Alemania · 1:58,84 | Sylwia Szczerbińska · Aleksander Kitewski · Polonia · 1:59,17 |

## Medallero
| Núm. | País            | Oro | Plata | Bronce | Total |
| ---- | --------------- | --- | ----- | ------ | ----- |
| 1    | España          | 4   | 2     | 2      | 8     |
| 2    | Hungría         | 4   | 1     | 6      | 11    |
| 3    | Polonia         | 3   | 3     | 1      | 7     |
| 4    | Canadá          | 3   | 1     | 2      | 6     |
| 5    | Alemania        | 2   | 7     | 5      | 14    |
| 6    | Australia       | 2   | 2     | 1      | 5     |
| 7    | Ucrania         | 2   | 1     | 2      | 5     |
| 8    | Nueva Zelanda   | 2   | 0     | 0      | 2     |
| 9    | China           | 1   | 2     | 2      | 5     |
| 10   | Brasil          | 1   | 1     | 0      | 2     |
| 10   | Cuba            | 1   | 1     | 0      | 2     |
| 10   | Rumania         | 1   | 1     | 0      | 2     |
| 10   | Suecia          | 1   | 1     | 0      | 2     |
| 14   | República Checa | 1   | 0     | 2      | 3     |
| 15   | Estados Unidos  | 1   | 0     | 0      | 1     |
| 15   | Moldavia        | 1   | 0     | 0      | 1     |
| 17   | Portugal        | 0   | 2     | 1      | 3     |
| 18   | Chile           | 0   | 1     | 1      | 2     |
| 18   | Croacia         | 0   | 1     | 1      | 2     |
| 20   | Eslovenia       | 0   | 1     | 0      | 1     |
| 20   | Italia          | 0   | 1     | 0      | 1     |
| 20   | Lituania        | 0   | 1     | 0      | 1     |
| 23   | Bélgica         | 0   | 0     | 1      | 1     |
| 23   | Finlandia       | 0   | 0     | 1      | 1     |
| 23   | Irlanda         | 0   | 0     | 1      | 1     |
| 23   | Kazajistán      | 0   | 0     | 1      | 1     |
| 23   | México          | 0   | 0     | 1      | 1     |
|      | TOTAL           | 30  | 30    | 31     | 91    |